# Прато-Сезія
Прато-Сезія (італ. Prato Sesia, п'єм. Pra) — муніципалітет в Італії, у регіоні П'ємонт,  провінція Новара.
Прато-Сезія розташоване на відстані близько 540 км на північний захід від Рима, 85 км на північний схід від Турина, 29 км на північний захід від Новари.
Населення — 1930 осіб (2014).
Щорічний фестиваль відбувається 15 червня. Покровитель — San Bernardo.

## Демографія
Населення за роками:

Станом на 1 січня 2023 року в муніципалітеті офіційно проживало 60 іноземців з 19 країн, серед них 27 громадян країн Євросоюзу та 11 громадян України.

## Сусідні муніципалітети
- Бока
- Кавалліріо
- Гриньяско
- Романьяно-Сезія
- Серравалле-Сезія